# Tour Femenino de Colombia
El Tour Femenino de Colombia (oficialmente Tour Femenino), es una competencia de ciclismo en ruta femenina de categoría abierta que se realiza en Colombia. La primera edición se corrió en 2005 y fue ganada por la ciclista Sandra Gómez.
Esta prueba es organizada por la Federación Colombiana de Ciclismo y se realiza de manera conjunta con la Vuelta del Porvenir.

## Palmarés
| Año  | Ganador                | Segundo                | Tercero               |
| ---- | ---------------------- | ---------------------- | --------------------- |
| 2005 | Sandra Gómez           | Laura Lozano           | Magdally Trujillo     |
| 2006 | Olga Marcela Alfonso   | Mónica Méndez          | Rocío Bernal          |
| 2007 | Paola Madriñán         | Elizabeth Agudelo      | Flor Delgadillo       |
| 2008 | Paola Madriñán         | Luz Adriana Tovar      | Marcela Alfonso       |
| 2009 | Paola Madriñán         | Natalia Muñoz          | Luz Adriana Tovar     |
| 2010 | Serika Gulumá          | Luz Adriana Tovar      | Natalia Muñoz         |
| 2011 | Serika Gulumá          | Luz Adriana Tovar      | Liliana Moreno        |
| 2012 | Liliana Moreno         | Ana Cristina Sanabria  | Serika Gulumá         |
| 2013 | Liliana Moreno         | Rocío Parrado          | Ana Milena Fagua      |
| 2014 | Ana Cristina Sanabria  | Luisa Fernanda Naranjo | Natalia Muñoz         |
| 2015 | Ana Cristina Sanabria  | Laura Lozano           | Serika Gulumá         |
| 2016 | Ana Cristina Sanabria  | Lorena Colmenares      | Lilibeth Chacón       |
| 2017 | Ana Cristina Sanabria  | Lilibeth Chacón        | Jessica Parra         |
| 2018 | Estefanía Herrera      | Lorena Colmenares      | Vanesa Martínez       |
| 2019 | Aranza Villalón        | Camila Valbuena        | Liliana Moreno        |
| 2020 | Lina Hernández         | Lorena Colmenares      | Aranza Villalón       |
| 2021 | Jessenia Meneses       | Ana Milena Fagua       | Ana Cristina Sanabria |
| 2022 | María Camila Atahualpa | Jessenia Meneses       | Carolina Vargas       |
| 2023 | Estefanía Herrera      | Lilibeth Chacón        | Ana Cristina Sanabria |
| 2024 | Laura Daniela Rojas    | Estefanía Herrera      | Danna Valentina Casas |

## Más victorias generales

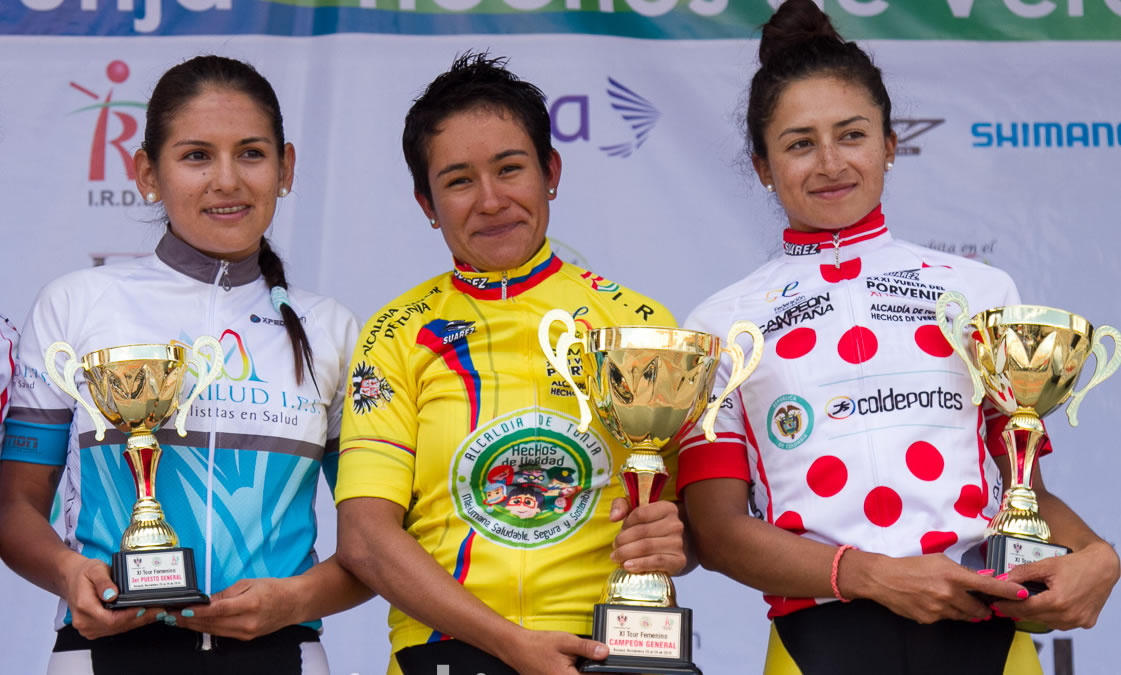
Podio del Tour Femenino de Colombia 2015

Las ciclistas que aparecen en negrita siguen activas.
| Ciclista              | Victorias | Años                   |
| --------------------- | --------- | ---------------------- |
| Ana Cristina Sanabria | 4         | 2014, 2015, 2016, 2017 |
| Paola Madriñán        | 3         | 2007, 2008, 2009       |
| Serika Gulumá         | 2         | 2010, 2011             |
| Liliana Moreno        | 2         | 2012, 2013             |
| Estefanía Herrera     | 2         | 2018, 2023             |

## Palmarés por países
| País     | Victorias |
| -------- | --------- |
| Colombia | 18        |
| Chile    | 1         |